# Tiaré Scanda
Tiaré Jesusa Scanda Flores (Ciudad de México, 6 de enero de 1974), conocida como Tiaré Scanda, es una primera actriz mexicana.

## Filmografía

### Telenovelas
- El colapso (2023) .... Mayra[1]
- La herencia (2022) .... Rosa Gutiérrez de Millán
- Esta historia me suena (2021)[2]
- El recluso (2018) .... Azucena Tavares
- Sin rastro de ti (2016) .... Doctora Rebeca Arias
- La viuda negra (2014) .... Ana Blanco
- Qué pobres tan ricos (2013-2014) .... Vilma Terán
- Por ella soy Eva (2012) .... Marcela Noriega de Contreras
- Rafaela (2011) .... Rosalba Martínez
- Alma de hierro (2008-2009) .... Juliana Díaz
- Lola, érase una vez (2007-2008) .... Milagros Ramos
- Rebelde (2004-2006) .... Galia Dunoff de Gandía
- Amarte es mi pecado (2004) .... Casilda Gómez / Guzmán Madrigal de Horta vda. de Muñoz
- Bajo la misma piel (2003-2004) .... Aurora Romero
- Laberintos de pasión (1999-2000) .... Rocío
- La culpa (1996) .... Isabel Lagarde
- Azul (1996) .... Karina
- Si Dios me quita la vida (1995) .... Rosario
- Buscando el paraíso (1993-1994) .... Alma
- Muchachitas (1991-1992) .... Elena Olivares Pérez
- Cadenas de amargura (1991) .... Liliana Ayala
- En carne propia (1990) .... Pingüinita
- Alcanzar una estrella (1990) .... Concursante de El festival de la canción

### Cine
- El testamento de la abuela (2020) .... Diana
- El club de los idealistas (2020) .... Susana
- Ahí te encargo (2020) .... Ana... También guionista de la película
- La boda de la abuela (2019) .... Diana
- Vive por mí (2017) .... Valentina
- Todos queremos a alguien (2017) .... Abby Barrón
- Estar o no estar (2016)
- El cumple de la abuela (2016)
- Los inadaptados (2011) .... Alma
- Preludio (2010) .... Cecilia
- Párpados azules (2007) .... Lucía
- Sexo, amor y otras perversiones (2006) .... Mayán (Voz) (Segmento: "La llamada")
- Una de dos (2002) .... Constitución Gamal
- I love you baby (2001) .... Marisol
- Sin dejar huella (2000) .... Aurelia
- De ida y vuelta (2000) .... Soledad
- En un claroscuro de la luna (1999) .... Nilda
- Tres minutos en la oscuridad (1996)
- Salón México (1996) .... Beatriz
- Sin remitente (1995) .... Mariana
- El callejón de los milagros (1995) .... Maru
- Un año perdido (1993)
- Pueblo viejo (1993)
- Murallas de silencio (1992)
- Lamentos (1992)
- Miss Amnesia (1991)

### Series de televisión
- Nadie nos va a extrañar (2024) .... Rocío
- Pinches momias (2023) .... Lorena[3]
- Como dice el dicho (2013) .... Estela
- Mujeres asesinas (2010) .... Caridad - "Las Cotuchas, empresarias"
- Gritos de muerte y libertad (2010) .... Inés de Jaurégui (1 episodio: "El primer sueño: 1808", 2010)
- Locas de amor (2009) .... Paula
- Hermanos y detectives (1 episodio: "El enigma de otro mundo", 2009)
- Plaza Sésamo (1997) .... Blanca
- Mujer, casos de la vida real (Actuó en 11 episodios de 1994 al 2006)
- Papá soltero (1990) .... Mariana

### Teatro
- Finísimas Personas (2018) Autora, Directora y actriz
- Marido en venta
- Canciones que Curan (recital)
- Canal de las que enseñan
- Con la P en la frente (monólogo)
- Magnolias de acero
- Cabaret (como Sally Bowles)
- Rosa de dos aromas
- La fogata Palibantinu
- A Midsummer Night's Dream
- El árbol del humo
- Parada San Ángel
- Una pareja con ángel
- Verano y humo

## Premios

### Premios TVyNovelas
| Año  | Categoría                 | Telenovela/Causa     | Resultado |
| ---- | ------------------------- | -------------------- | --------- |
| 2017 | Mejor actriz de reparto   | Sin rastro de ti     | Nominada  |
| 2015 | Mejor actriz de reparto   | Qué pobres tan ricos | Nominada  |
| 2013 | Mejor actriz de reparto   | Por ella soy Eva     | Nominada  |
| 2004 | Mejor actriz de reparto   | Amarte es mi pecado  | Nominada  |
| 1992 | Mejor revelación femenina | Muchachitas          | Ganadora  |

### Premios Bravo
| Año  | Categoría                                      | Serie de televisión | Resultado |
| ---- | ---------------------------------------------- | ------------------- | --------- |
| 2013 | Mejor Actuación Femenina por Programa Unitario | Como dice el dicho  | Ganadora  |

### Diosas de Plata
| Año  | Categoría                  | Película        | Resultado |
| ---- | -------------------------- | --------------- | --------- |
| 2001 | Mejor coactuacion femenina | De ida y vuelta | Nominada  |

### Premios Ariel
| Año  | Categoría                  | Película                    | Resultado |
| ---- | -------------------------- | --------------------------- | --------- |
| 1995 | Mejor Coactuación Femenina | El callejón de los milagros | Nominada  |
| 2017 | Mejor Coactuación Femenina | El cumple de la abuela      | Nominada  |